# كوكب القردة
كوكب القردة لبيير بول رواية من الخيال العلمي.

## ملخصها
بعثة علمية تتكون من ثلاث أشخاص هم عالم فضاء مرموق وصحفي وطبيب، ينتظران مستقبلهما القادم انطلقوا على متن سفينة كونية.
اتجهت إلى كوكب بعيد بمسافة 2500 سنة تابع لنجمة اسمها منكب الجوزاء والذي يبلغ مسافته عن الأرض ثلاثمائة سنة ضوئية ويميل لونه إلى الاحمرار كالشمس في وقت الغروب ويبلغ حجمه 3 أو أربع أمثال الشمس بحيث تمتد نصف قطره حتى موقع كوكب المريخ.
بعد وصولهم إلى الكوكب اتضح أنه يشبه كوكبنا فيه مياه حيوانات أشجار واكتشفوا فيما بعد أن سكانه من القرود المتحضرين (طبقة إنسان الغاب والغوريلا).
بطل الرواية 'أوليس ميرو' الصحفي، أحد أفراد البعثة الثلاثة اكتشف أن القردة يحكمون الكوكب ويهيمنون على الإنسان، الإنسان الذي أصبح كائنا بدائيا غير قادر على التواصل والكلام.
وفي نهاية الرواية تمكن بطلها الرئيسي من الهرب برفقة حبيبته وابنهما بعد ما رزقا به، لكنه يكتشف أن الكوكب الذي يتواجد فيه ليس سوى الأرض، فبعد أشهر من السفر بين المجرات مرت على كوكب الأرض مئات السنوات، حطت المركبة الفضائية في كوكب الأرض الذي دمره الإنسان وأصبح عبدا للقردة الذين خلفوا حضارته ولم يستطيعوا تطويرها. وتم إنتاج فيلم آخر في 2007 بإنتاج وإخراج أمريكى ويحكى القصة بوجود أحد أفراد القوات الأمريكية التابعة لوكالة الفضاء الأمريكية وتقوم الوحدة بتدريب عدد من القردة على مهام رجال الفضاء وفي أحد التجارب يفقد أحد القردة في عاصفة كهرومغناطيسية ويصر رائد الفضاء على الذهاب بنفسه لإنقاذه فينزل على كوكب تحكمه القردة والإنسان ما هو إلا عبد ودمية بيد أطفال القردة فيحاول الهروب وينظر فيه البشر الموجودين بالكوكب على أنهم مخلصهم من عبودية القردة.

## أفلام
ترجمت الرواية إلى عدة لغات واستلهم عدد من المخرجين أفلاما منها:
- 1968 : كوكب القردة (كوكب القردة) ل فرانكلين ج. شافر

## روابط خارجية
- كوكب القردة على موقع الموسوعة البريطانية (الإنجليزية)